# Ácido 3-metoxifenilacético
Ácido 3-metoxifenilacético, ácido m-metoxifenilacético ou ácido 2-(3-metoxifenil)acético, é o composto orgânico com fórmula química C9H10O3, fórmula linear CH3OC6H4CH2CO2H e massa molecular 166,17. É classificado com o número CAS 1798-09-0, número de registro Beilstein 2614004, núumero EC 217-282-8, número MDL MFCD00004334, MOL File 1798-09-0.mol. Apresenta ponto de fusão de 65 a 69 °C, ponto de ebulição de 306 °C e é ligeiramente solúvel em água. Apresenta-se como um sólido branco, irritante aos pulmões olhos e pele.
É o material de partida para a síntese de um grande número de compostos de 1,2,3,4-tetraidroisoquinolina.